# 查尔斯·泰勒 (哲学家)
查尔斯·马格雷夫·泰勒（法語：Charles Margrave Taylor，1931年11月5日—)，加拿大魁北克省天主教哲学家，麦吉尔大学荣誉退休教授，横纵当代英美哲学和欧陆哲学界。主要涉及领域：语言哲学和心灵哲学、政治和道德哲学（自由主义、社群主义、现代性等）、宗教哲学（天主教与世俗化、现代化）、当代自我理论、哲学史等。获得过很多国际知名大奖（京都獎、鄧普頓獎及克魯格獎）。除了学者身份以外，他还是一位积极介入政治生活的知识分子，积极斡旋于加拿大法语区魁北克省与联邦政府之间的各种“对话”之中，参与选举和代言。

## 生平
泰勒出生于蒙特利尔的一个双语家庭，父亲说英语，母亲说法语，但他除了双母语以外，还精通德语、拉丁文和希腊语等多门语言。1952年从麦吉尔大学历史专业学士毕业。接着他作为罗德学者（Rhodes Scholar）前往英国牛津大学求学，1955年从PPE本科毕业，1961年在两位杰出学者以赛亚.伯林和G.E.M.安斯康姆的指导下博士毕业；博士论文后来作为《行为的解释》而出版，这是他的第一本专著。毕业之后，他在若干所知名大学任教，包括普林斯顿大学、加州大学伯克利分校、蒙特利尔大学等。
他对政治的激情也让他于1961年加入了加拿大新民主党，并且在1962年至1968年期间，先后四次担任该党在联邦选举中的候选人。但是，他从未当选，部分是由于在那个时代，加拿大的联邦政治系统基本上由自由党人和保守党人所把持。
在70年代，泰勒把精力主要放在学术上。他在母校麦吉尔大学担任哲学和政治学教授，期间于1975年出版了让他名扬学界的《黑格尔》一书。该书打破了英美学界甚至是整个哲学界有关黑格尔诠释的禁区，因为当时大部分思想家都认为批判黑格尔是现代哲学诞生的标志，只有与黑格尔真正划分了界限才算得上是走出了德国古典哲学的死胡同，而泰勒则深刻地挖掘了黑格尔与现代哲学以及现代性之间的根本传承和重要关联。在《黑格尔》出版以后，泰勒回到了牛津大学，于1976年至1979年担任了该校的齐彻利社会和政治理论教授。
然而，后来在有关魁北克省的全民公投中，泰勒为了加入支持加拿大联邦的阵营，他离开了这一著名的教席。这次全民公投是由魁北克政党（Parti Québécois）所组织，于1976年就发动了，它将决定魁北克省究竟是继续作为加拿大的一个省还是作为一个独立主权的国家而存在。几乎60%的魁北克省人都选择保留在加拿大联邦之中。这样的结果让泰勒很高兴，因为他相信加拿大联邦政府能够协调好文化差异，因此也能够满足魁北克省的要求。但是，在80年代和90年代，加拿大宪法修正案先后好几次失败，没能够在联邦中赋予魁北克省以特殊地位，这加剧了魁北克省人对联邦体系的不满。90年代期间，泰勒参与了魁北克省好几个委员会，想要找到解决政治死结的解决方案。他的报告于1993年以《调解孤独之人》出版，这是有关加拿大联邦政治的论文集。他在该报告中继续倡导联邦政体。1995年，关于魁北克省独立的新一轮全民公投展开了，泰勒再一次积极地出现在电视和报纸上，参与公共辩论，为了捍卫联邦的完整性而呼吁。这一次的公投结果揭露了魁北克省的深层次的认同危机：49.6%赞成独立Vs.50.4反对独立。
1989年，泰勒出版了他的代表作《自我的根源：现代认同的生成》。在该书中，他追溯了现代自我的哲学发展。这本书和他的一篇论文“关于承认的政治”，使得他成为著名的所谓“社群主义”思想家，尽管他自己拒绝了这一标签，他和麦金太尔、桑德尔、瓦尔泽等人与自由主义者（罗尔斯和哈贝马斯）展开了激烈争论。泰勒批评了现代性的三大症结：人人主义（社会的原子主义化和快感享受的文化）；工具理性的霸权（技术和效率优先）；低落的政治参与。
泰勒认为，我们不应该把现代性降低到理性、功利主义和个体权利的层面上。他诉诸了浪漫主义的思想来为这一主张辩护。
他退休之后曾在美国东北大学短暂任教和研究。1986年获选美国艺术与科学学院外籍荣誉院士。2007年获得奖金高达150万美元的鄧普頓獎。2008年被授予被称为日本诺贝尔奖的“京都奖”。2015年他和另一位著名哲学家哈贝马斯共同摘取了克鲁格奖。2016年，泰勒获得100万美元的博古睿哲学与文化奖。

## 与保罗·利科的交集
1973年，为了庆祝保罗·利科的六十岁生日，来自三个大陆包括查尔斯·泰勒的共十五名哲学家共同撰文向利科致敬。1975年，法国巴黎著名的门槛出版社将这些论文加以编辑并出版，形成了《意义与存在：献给保罗·利科》一书。
友谊是相互的。保罗·利科于1995年6月6日至13日参加了在法国Cerisy国际文化中心举办的以“现代认同的诠释：围绕泰勒”为题的会议，会议由Guy Laforest和Philippe de Lara组织，除了组织者、泰勒和利科以外，还有著名法国哲学家文森·德贡布等多名學者。该次会议成果以同名的著作的形式于1998年正式出版。
2013年11月21日，法国第二届保罗·利科奖颁发给查尔斯·泰勒。11月25日，查尔斯·泰勒在印度新德里发展中社会研究中心（CSDS）参加金色大赫年讲座，讲座题目就是《论利科》。

## 主要著作
- 《行为的解释》（1964年）
- 《黑格尔》（1975年）
- 《黑格尔与现代社会》（1979年）
- 《自我的根源：现代认同的形成》（1989年）
- 《本真性伦理学》或《现代性之隐忧》（1992年）
- 《多元文化主义》（1994年）
- 《天主教现代性》（1999年）
- 《今日宗教多样性》（2002年）
- 《现代社会想像力》（2004年）
- 《世俗时代》（2007年）
- 《世俗主义和良心自由》（2011年，和Jocelyn Maclure合著）
- 《宗教在公共领域中的力量》（2011年，和Judith Butler, Jürgen Habermas, Cornel West合作）
- 《挽救实在论》（2015年）

## 延伸阅读
- Barrie, John A. . Quadrant. Vol. 40 no. 5. 1996: 82–83. ISSN 0033-5002. 参数|journal=与模板{{cite magazine}}不匹配（建议改用{{cite journal}}或|magazine=） (帮助)
- Blakely, Jason. . Notre Dame, Indiana: University of Notre Dame Press. 2016. ISBN 978-0-268-10064-3.
- Braak, Andre van der.  Reimagining Zen in a Secular age: Charles Taylor and Zen Buddhism in the West (Brill Rodopi,  2020) online review （页面存档备份，存于）
- Gagnon, Bernard.  [The Moral and Political Philosophy of Charles Taylor]. Quebec City, Quebec: Presses de l'Université Laval. 2002  [November 24, 2020]. ISBN 978-2-7637-7866-2 （法语）.
- Lehman, Glen. . Basingstoke, England: Palgrave Macmillan. 2015. ISBN 978-1-137-52478-2.
- McKenzie, Germán. . Sophia Studies in Cross-Cultural Philosophy of Traditions and Cultures 20. Cham, Switzerland: Springer. 2017. ISBN 978-3-319-47698-8. ISSN 2211-1107. doi:10.1007/978-3-319-47700-8.
- Meijer, Michiel. . London: Rowman & Littlefield. 2018. ISBN 978-1-78660-400-2.
- Perreau-Saussine, Émile.  [A Liberal Spirituality? Alasdair MacIntyre and Charles Taylor in Conversation] (PDF). Revue Française de Science Politique (Presses de Sciences Po.). 2005, 55 (2): 299–315  [February 15, 2015]. doi:10.3917/rfsp.552.0299. （原始内容 (PDF)存档于March 27, 2009） （法语）.
- Redhead, Mark. . Twentieth-Century Political Thinkers. Lanham, Maryland: Rowman & Littlefield. 2002. ISBN 978-0-7425-2126-1.
- Skinner, Quentin. . Inquiry. 1991, 34 (2): 133–153. doi:10.1080/00201749108602249.
- Svetelj, Tone.  (PhD论文). Chestnut Hills, Massachusetts: Boston College. 2012. hdl:2345/3853 .
- Temelini, Michael. . Critical Review of International Social and Political Philosophy. 2014, 17 (4): 423–447. ISSN 1743-8772. S2CID 144378936. doi:10.1080/13698230.2013.763517.